# IC 3662
IC 3662 је спирална галаксија у сазвјежђу Береникина коса која се налази на листи објеката дубоког неба у Индекс каталогу.
Деклинација објекта је + 23° 25' 31" а ректасцензија 12h 41m 36,2s. Привидна величина (магнитуда) објекта IC 3662 износи 14,3 а фотографска магнитуда 15,1. IC 3662 је још познат и под ознакама MCG 4-30-14, CGCG 129-17, KUG 1239+236, PGC 42583.